# Piero degli Albizi

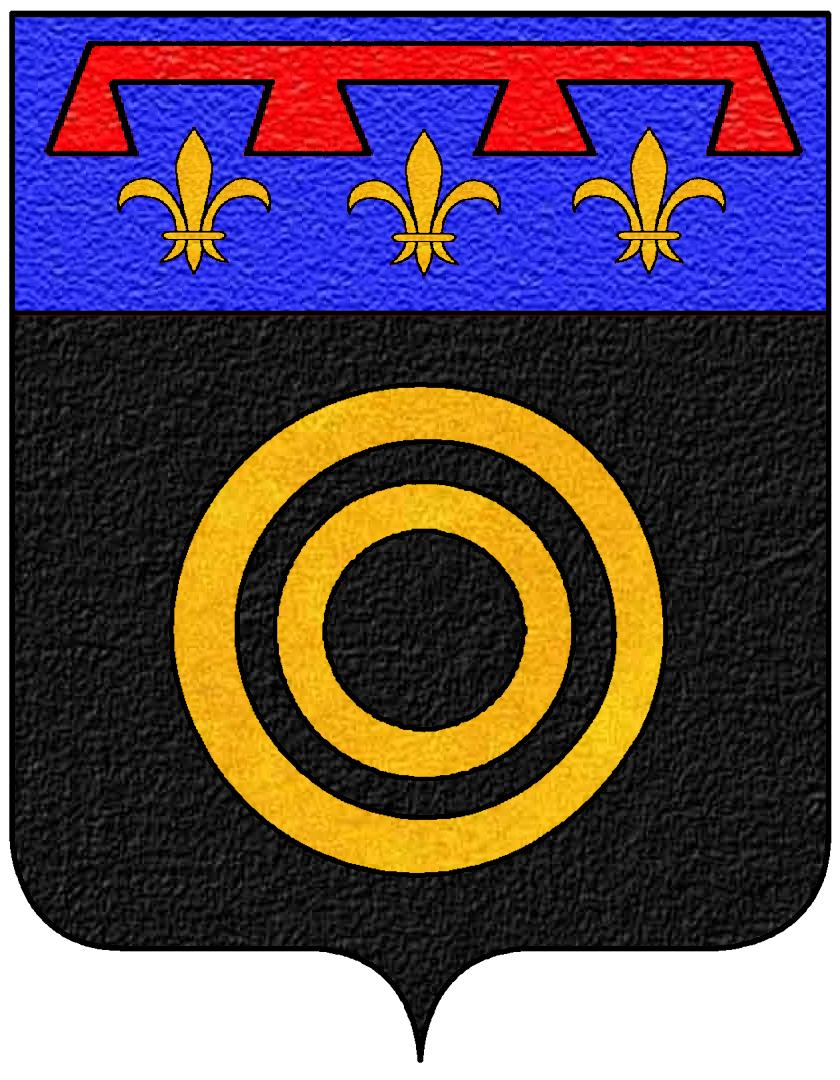
Stemma antico del guelfo degli Albizzi

Piero degli Albizi (Firenze, XIV secolo – Firenze, 23 dicembre 1379) è stato un politico italiano.

## Biografia

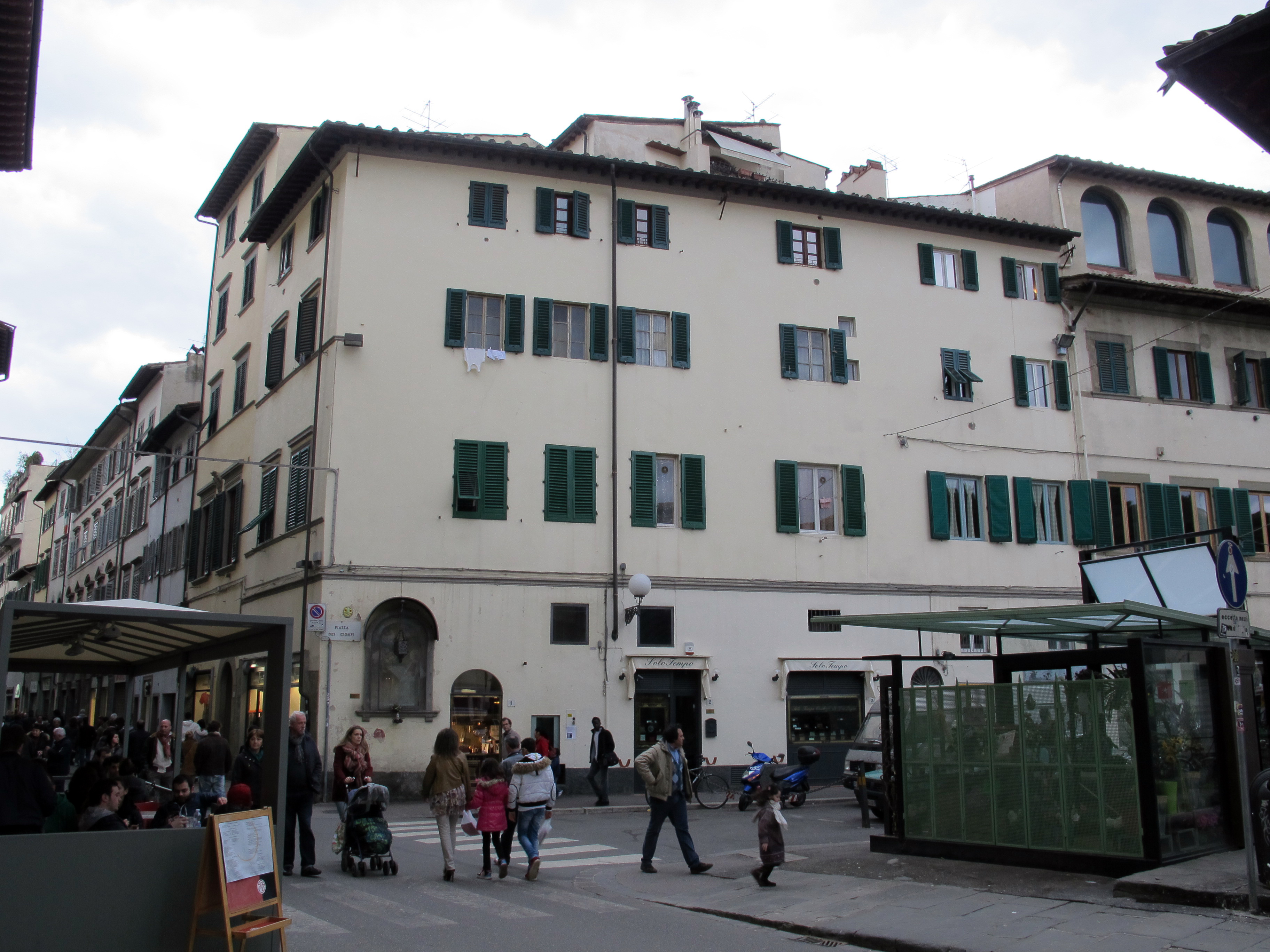
Firenze, piazza dei Ciompi

Era figlio di Filippo e di Contessa Donati. Nel 1348 venne eletto gonfaloniere di compagnia del proprio rione di Firenze e, per conto della repubblica fiorentina, ricoprì l'incarico di ambasciatore a Roma, Milano e Napoli. Nel 1349 e nel 1350 fu priore della città. Nel 1352 venne inviato a Napoli in qualità di ambasciatore per assistere all'incoronazione di Giovanna I. Nel 1358 fu nominato commissario, con lo scopo di difendere il territorio della repubblica dalla scorrerie del Conte Lando e delle sue truppe. Nel 1370, all'apice della carriera politica, riuscì a fare deliberare dai vari consigli di muovere contro i Visconti, cercando alleanze con i Gonzaga di Mantova, con gli Estensi di Ferrara e con i Manfredi, signori di Faenza. Trovò per questo i favori di papa Urbano V, che elevò al cardinalato nel giugno dello stesso anno il nipote di Piero, Pietro Corsini.
Le lotte politiche con la famiglia avversaria dei Ricci, capeggiata da Uguccione, sfociò nel 1372 con l'interdizione per cinque anni dalle cariche pubbliche e con l'esilio da Firenze dei due contendenti. Piero trovò rifugio a Napoli alla corte di Giovanna I.
Tornato a Firenze nel 1377, riprese il suo posto tra i capitani di parte guelfa. La resistenza contro l'oligarchia dei capitani venne combattuta dal Gonfaloniere di Giustizia Salvestro de' Medici, che fece approvare una legge contro i capitani, che promisero di non osservarla. La plebe scese in piazza il 20 luglio 1378 organizzando una rivolta che prese il nome di tumulto dei Ciompi. Capeggiati da Michele di Lando, assaltarono ed incendiarono le case degli Albizzi. Piero, escluso in perpetuo dalle cariche pubbliche, riuscì a salvarsi fuggendo da Firenze e riparando a Venezia.
Tornato a Firenze, venne arrestato il 20 dicembre 1379 con l'accusa di complotto contro il regime popolare dei Ciompi. Venne condannato alla decapitazione e la sentenza venne eseguita il 23 dicembre nel Palazzo della Signoria.

## Discendenza
Piero sposò Margherita Strozzi (?-1388), dalla quale ebbe dieci figli:
- Luca (?-1381), sposò Dianora Neri Dal Palagio
- Filippo, sposò Niccolosa Del Garbo
- Tancia, sposò Lorenzo Altoviti
- Francesca, sposò Niccolò Castellani
- Tommasa, monaca
- Andrea, religioso e quindi militare
- Nera, sposò Niccolò Tornaquinci
- Paolo (?-1425), politico
- Contessa, sposò Ricciardo Guidi di Bagno
- Niccolò (?-1380), monaco